# Stephen Dunn
Stephen Dunn (New York, 24 giugno 1939 – Frostburg, 24 giugno 2021) è stato un poeta statunitense.

## Biografia
Autore di quindici raccolte di versi, nel 2001 vinse il Premio Pulitzer per la poesia con il libro Different Hours e ricevette l'Academy Award in letteratura dall'American Academy of Arts and Letters.
Come professore, insegnò letteratura inglese e scrittura creativa in varie università americane, tra cui l'Università di Washington, la Columbia University, l'Università di Princeton e il Richard Stockton College. Visse dividendosi tra il New Jersey e il Maryland.
Dunn è morto il 24 giugno 2021, giorno del suo 82º compleanno, per complicazioni della malattia di Parkinson.

## Opere
- Five Impersonations, Ox Head Press (Marsall, MN), 1971.
- Looking for Holes in the Ceiling, University of Massachusetts Press (Amherst, MA), 1974.
- Full of Lust and Good Usage, Carnegie-Mellon University Press (Pittsburgh, PA), 1976.
- A Circus of Needs, Carnegie-Mellon University Press (Pittsburgh, PA), 1978.
- Work and Love, Carnegie-Mellon University Press (Pittsburgh, PA), 1981.
- Not Dancing, Carnegie-Mellon University Press (Pittsburgh, PA), 1984.
- Local Time, Quill/Morrow (New York, NY), 1986.
- Between Angels, Norton (New York, NY), 1989.
- Landscape at the End of the Century, Norton (New York, NY), 1991.
- New and Selected Poems: 1974-1994, Norton (New York, NY), 1994.
- Loosestrife, Norton (New York, NY), 1996.
- Riffs & Reciprocities: Prose Pairs, Norton (New York, NY), 1998.
- Different Hours, Norton (New York, NY), 2000, tr. it. di Marco Federici Solari e Lorenzo Flabbi, Ore diverse, Del Vecchio, Roma 2009.
- Everything Else in the World, Norton (New York, NY), 2006.
- What Goes On: Selected and New Poems 1995-2009[collegamento interrotto], Norton (New York, NY), 2009.